# La Fe (Donatello)
La Fe és una escultura de Donatello de bronze daurat (altura 52 cm), que forma part de la decoració escultòrica de la pica baptismal del Baptisteri de Sant Giovanni a Siena. Data de 1427-1429.

## Història
Les estàtues de La Fe i L'Esperança es van encarregar a Donatello el 1427, després que els comitents van quedar molt satisfets pel treball acabat en aquest any del relleu el Banquet d'Herodes. Van ser completades l'any 1429. Les altres estàtues per a la pica baptismal van ser fetes, entre d'altres, pels escultors de Siena Giovanni di Turino i Goro di Ser Neroccio.

## Descripció
La Fe forma part de les sis personificacions de virtuts que són dintre de fornícules als caires de la pica baptismal. Està representada com una dona embolcallada en un mantell pesant i que subjecta a la mà esquerra un calze litúrgic, que simbolitza el perdó dels pecats.
L'escena surt del tabernacle amb un gir pronunciat i té una cara bé caracteritza individualment.